# Marie Ohier
Marie Pierrette Sophie Pauline Ohier (París, 13 d'octubre de 1853 – ?) va ser una jugadora de croquet francesa, que va competir a cavall del segle xix i el xx. Era cosina dels també esportistes Marcel Haëntjens, Jacques Sautereau i Jeanne Filleul-Brohy.
El 1900 va prendre part en els Jocs Olímpics de París en la competició de croquet. Abandonà en les proves de dues boles individuals i una bola individual.